# 13 Dzielnica
13 Dzielnica (fr. Banlieue 13) – francuski film sensacyjny z 2004 roku w reżyserii Pierre’a Morela.

## Fabuła
Akcja filmu rozgrywa się w 2010 w Paryżu. Miasto jest podzielone na dzielnice. Jedną z nich jest 13 Dzielnica, oddzielona (na polecenie rządu) murem od reszty miasta. Gangi są tu jedyną władzą. Jedyną osobą, która próbuje utrzymać porządek w Dzielnicy jest Leïto, walczący z gangsterami i handlarzami narkotyków.
Damien, znakomicie wyszkolony agent oddziału prewencji, specjalista sztuk walki dostaje do wykonania nowe zadanie. Tym razem rząd stawia go na czele najbardziej niebezpiecznej misji w jego karierze. W ciągu 24 godzin musi odzyskać bombę masowego rażenia, skradzioną przez gang Tahy.
Odpowiedzialny za akcje musi znaleźć sprzymierzeńca. Będzie nim Leïto. Nikt nie zna 13 Dzielnicy lepiej. Szybko okazuje się, że oprócz odnalezienia bomby Leïto musi odszukać i uratować Lolę, młodszą siostrę porwaną przez gang. Leïto zaczyna podejrzewać, że przełożeni Damiena są zamieszani w kradzież bomby.
Narażając się na niebezpieczeństwo, rozpoczynają śledztwo na własną rękę. Damien nagle znajduje się w sytuacji, kiedy po raz pierwszy musi zakwestionować rozkazy przełożonych.

## Obsada
| Rola          | Aktor            |
| ------------- | ---------------- |
| Leïto         | David Belle      |
| Damien Tomaso | Cyril Raffaelli  |
| K2            | Tony D’Amario    |
| Lola          | Dany Verissimo   |
| Taha          | Bibi Naceri      |
| Krüger        | François Chattot |
| Corsini       | Nicolas Woirion  |
| Policjant     | Arnaud Klein     |